# Archidiecezja Cuiabá
Archidiecezja Cuiabá (łac. Archidioecesis Cuiabensis) – archidiecezja Kościoła rzymskokatolickiego w Brazylii. Należy do metropolii Cuiabá, wchodzi w skład regionu kościelnego Oeste II. Została erygowana przez papieża Benedykta XIV bullą Candor lucis aeternae 6 grudnia 1745 jako prałatura terytorialna. W 1826 podniesiona do rangi diecezji.
10 marca 1910 papież Pius X utworzył metropolię Cuiabá podnosząc diecezję do rangi archidiecezji.